# Agona (Ashanti Region)
Agona ist ein Ort in der Ashanti Region im westafrikanischen Staat Ghana. Er ist die Hauptstadt des Distriktes Afigya-Sekyere und liegt etwa zehn Kilometer nördlich von der Regionalhauptstadt Kumasi etwa auf halber Strecke zur Stadt Mampong.